# Respeto (campaña de la UEFA)
«Respeto» (Respect en inglés) es un programa de responsabilidad social lanzado en 2008 por la Unión de Asociaciones de Fútbol Europeas (UEFA). Su objetivo principal es trabajar hacia la unidad y el respeto a través del género, la raza, la religión y la capacidad.

## Descripción general
El proyecto «Respeto» en el torneo de la Eurocopa 2012 tenía cuatro pilares principales: combatir el racismo, aumentar y mejorar el acceso para los aficionados con discapacidades, promover la salud a través de la actividad física y mejorar el diálogo intercultural entre los aficionados. Los embajadores de la campaña fueron el árbitro italiano Pierluigi Collina y el futbolista neerlandés Clarence Seedorf. La campaña era principalmente visible a través de anuncios televisivos que se transmitían durante el medio tiempo de los partidos, así como en pantallas en los estadios. Parte del programa se realizó en cooperación con la red Fútbol contra el racismo en Europa. Se tituló "RESPETO Diversidad" y fue coordinado por la Asociación NEVER AGAIN con sede en Varsovia, en Polonia y Ucrania. Además, parte del programa se llevó a cabo en colaboración con la organización sin fines de lucro Euro-Sportring. Cada jugador y el cuerpo técnico del equipo fueron honrados en el último día de partido con especial atención a la UEFA Respect.
El ranking de juego limpio de la UEFA Respect incluye como criterios componentes el respeto hacia el oponente y el árbitro, así como el comportamiento de los aficionados y los funcionarios del equipo.